# 83D/Russell
83D/Russell (także 83P/Russell i Russell 1) – kometa krótkookresowa, należąca do rodziny Jowisza.

## Odkrycie
Kometa została odkryta 16 stycznia 1979 roku przez Kennetha Russella na płycie fotograficznej wykonanej za pomocą UK Schmidt Telescope w Obserwatorium Siding Spring (Australia). W nazwie znajduje się zatem nazwisko odkrywcy.

## Orbita komety
Orbita komety 83D/Russell ma kształt elipsy o mimośrodzie 0,51. Jej peryhelium znajduje się w odległości 1,61 j.a., aphelium zaś 5,06 j.a. od Słońca. Jej okres obiegu wokół Słońca wynosi 6,1 roku, nachylenie do ekliptyki to wartość 22,66˚.
Dane powyższe oraz pozostałe podane w infoboksie odnoszą się do epoki 24.06.1985. Od roku 1985 komety tej nie obserwowano. Jest ona obecnie uznana za utraconą.